# Placidus von Droste
Placidus von Droste (Erwitte, 1641 – Fulda, 22 gennaio 1700) è stato un abate tedesco, dal 1678 al 1700 principe-abate di Fulda.

## Biografia

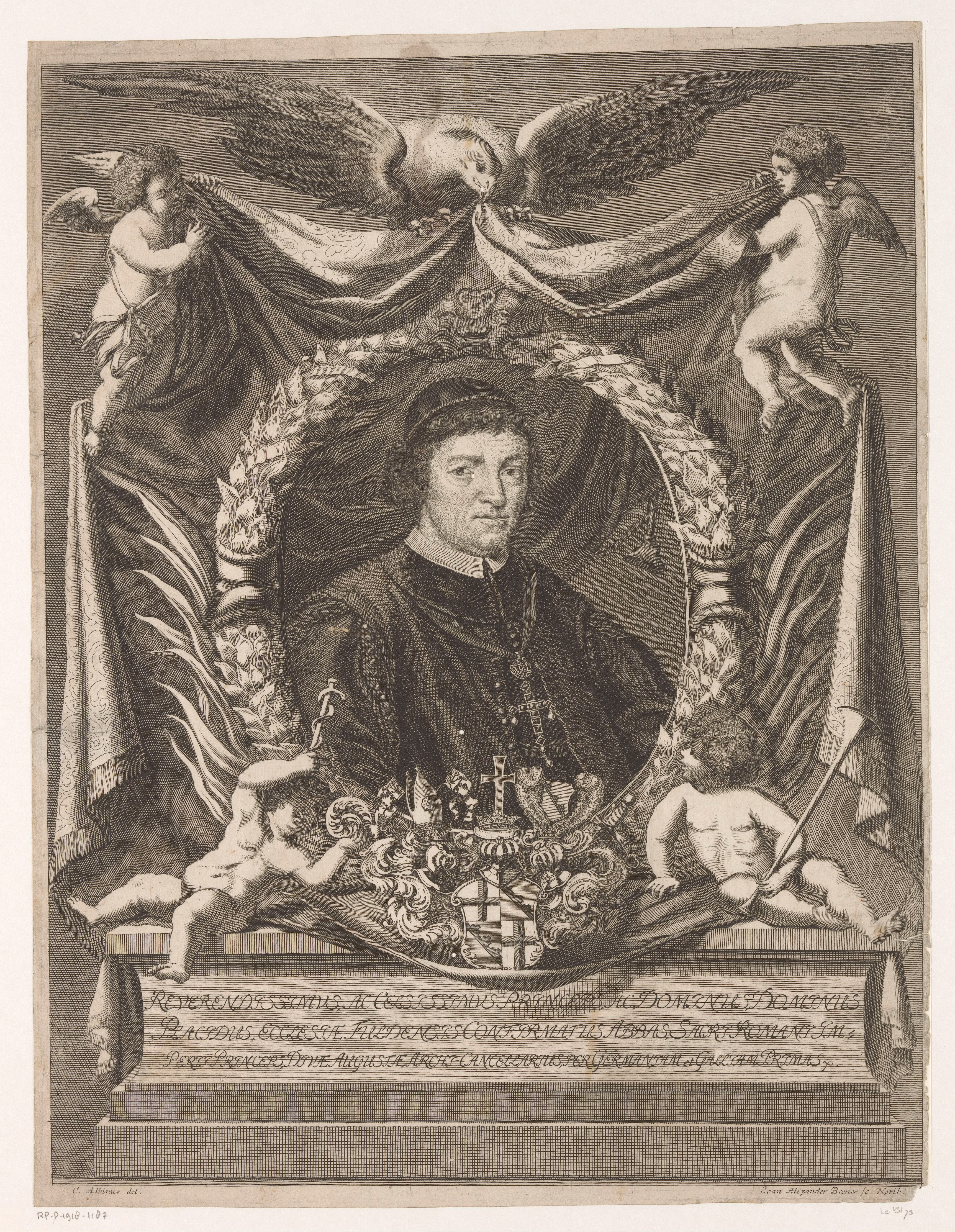
Ritratto di Placidus von Droste come abate di Fulda in una stampa d'epoca

Figlio di Philipp von Droste zu Erwitte e di sua moglie, Agnes von Heygen (o Heggen), Placidus nacque nel 1641 ad Erwitte. Suoi nipoti furono Benedikt Wilhelm e Ferdinand Friedrich, entrambi canonici alla cattedrale di Münster. Placidus von Droste entrò nell'abbazia di Fulda nell'autunno del 1665 dopo aver studiato a Paderborn, e fu prescelto come abate a Magonza nel 1677. Già in precedenza era stato prevosto del monastero di Holzkirchen. Il 18 aprile 1678 papa Innocenzo XI confermò la sua elezione ad abate con un'apposita bolla pontificia ed in quello stesso anno gli giunse la conferma anche da parte dell'imperatore Leopoldo I del Sacro Romano Impero che gli garantì le insegne e i privilegi di principe imperiale.
Durante il suo regno (1678-1700), von Droste fece costruire il cosiddetto "castello principesco", il tribunale distrettuale di Geisa, ponendovi il proprio stemma scolpito in arenaria grigia sopra il portale d'ingresso. Malgrado ciò, egli seppe ripristinare le finanze dell'abbazia: subito dopo essere entrato in carica il 4 gennaio 1678 limitò le spese per la corte abbaziale e quelle dell'amministrazione statale. Raccolse l'eccedenza allo scopo di costruire un nuovo monastero. Solo dopo la sua morte, ad ogni modo, vennero trovati i fondi necessari. Il suo successore Adalbert von Schleiffras utilizzò tali fondi per costruire una nuova cattedrale di stile barocco a Fulda.
Tra il 1681 e il 1685 fece ampliare il palazzo cittadino di Fulda facendo edificare l'attuale ala nord-occidentale del complesso. Nel 1690 incoronò ad Augusta Eleonora del Palatinato, terza moglie dell'imperatore Leopoldo I.
È sepolto nella cattedrale di Fulda. Il suo epitaffio si trova inscritto su un pilastro principale della cupola. La sua tomba attuale si trova nella navata sinistra.
Nel 1950 il consiglio comunale di Fulda decise di dedicargli una via cittadina.